# Bacillales
Bacillales — порядок грам-позитивних бактерій типу Firmicutes. Містить багато патогенів людини і тварин. Найвідомішими родами є Bacillus, Listeria і Staphylococcus.